# هالودی
هالودی (به مجاری:  Halogy) یک شهرداری در مجارستان است که در واش واقع شده‌است. هالودی ۷٫۰۵ کیلومتر مربع مساحت و ۲۶۴ نفر جمعیت دارد.